# Exane
Pour l’article ayant un titre homophone, voir Hexane.
 (octobre 2013).
Si vous disposez d'ouvrages ou d'articles de référence ou si vous connaissez des sites web de qualité traitant du thème abordé ici, merci de compléter l'article en donnant les références utiles à sa vérifiabilité et en les liant à la section « Notes et références ».
Exane est une compagnie d'investissements financiers de la finance de marché en Europe. Créé en 1987, elle est spécialisée dans l'intermédiation, les dérivés actions et la gestion d'actifs, où elle représente BNP Paribas.
L'entreprise ferme le 1er novembre 2023.

## Histoire
Exane est fondé en 1987 par quatre anciens du courtier anglais James Capel et Éric Berthelot, directeur de Finacor Bourse. Le nom Exane est une contraction de « expertise » et « analyse ».
L'entreprise exerce l'intermédiation d'actions, les dérivés et la gestion de fonds.
L'entreprise ferme le 1er novembre 2023.